# Норильский никель (мини-футбольный клуб)
МФК «Норильский никель» — российский мини-футбольный клуб из Норильска. Основан в 1993 году. На данный момент играет в Суперлиге, высшем дивизионе в структуре российского мини-футбола. До 1998 года выступал под названием «Норильск».
Высшее достижение в чемпионатах России — победа в розыгрыше 2001/02.

## История

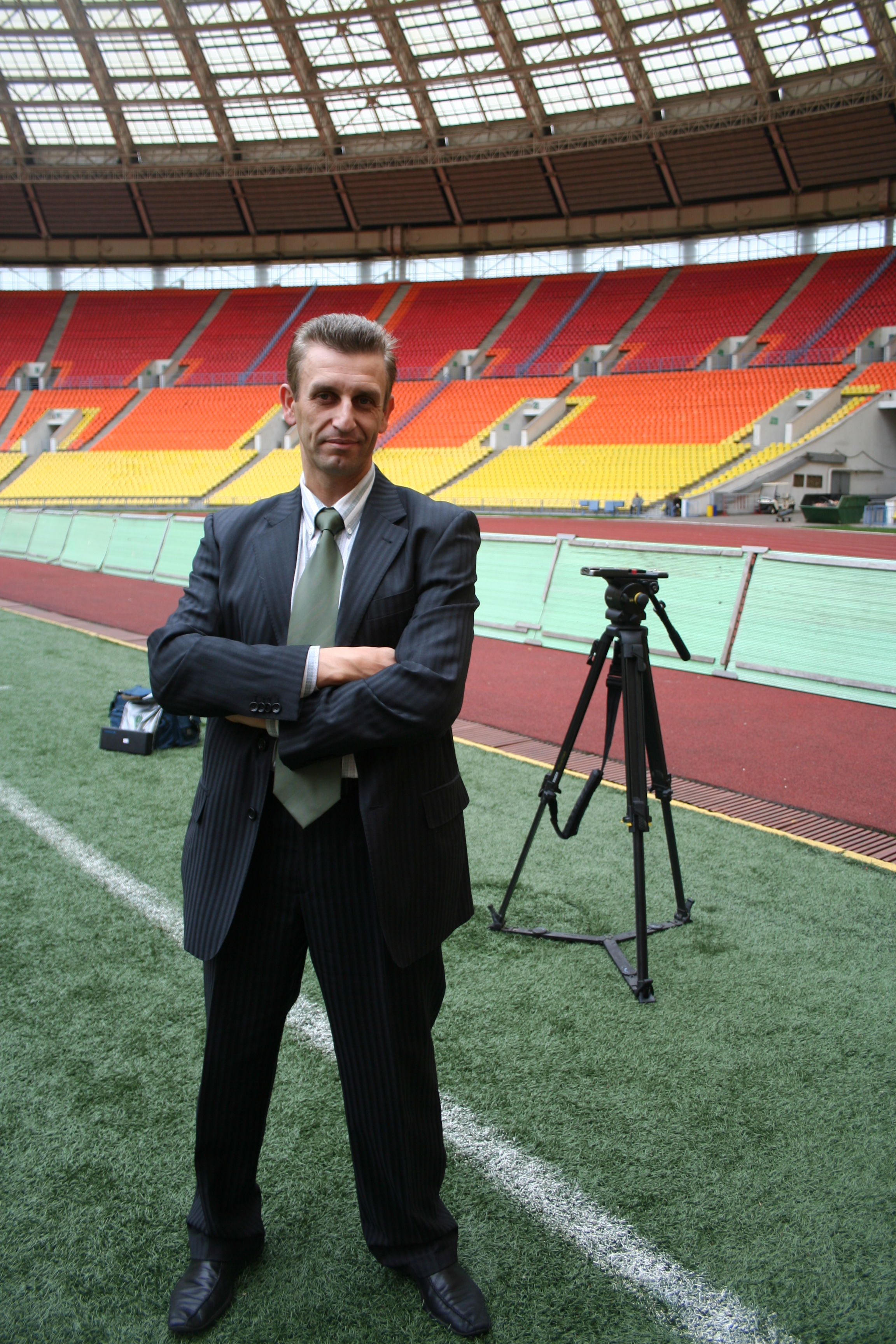
Основатель МФК «Норильский никель» Дмитрий Федосеев

### Россия
МФК «Норильск» основан в 1993 году Дмитрием Федосеевым, который с 1993 по 1998 год был одновременно игроком, главным тренером и директором команды; в 1998—1999 — директором и игроком; в 1999—2000 — исполнительным и техническим директором; в 2000 году покинул команду, оставшись соучредителем клуба. В 2015 году, спустя шестнадцать лет, Дмитрий Федосеев вновь занял должность генерального директора клуба.
ФК «Норильск» был зарегистрирован 30 июня 1993 года как общественная организация «Футбольный клуб „Норильск“». Клубная команда выступала в первой лиге чемпионата России под названием МФК «Норильск» начиная с сезона 1993—1994. В 1998 году было зарегистрировано новое юридическое лицо АНО МФК «Норильск». В сезоне 1998—1999 команда выступала под новым названием МФК «Норильский никель»; в 1999 году клуб также был переименован в АНО МФК «Норильский никель».
Впервые в элиту отечественного мини-футбола клуб попал в сезоне 1996-1997. Тогда он занял 13 место и в результате переходного турнира получил понижение в классе. Для возвращения норильчанам потребовался один год. Вторый сезон в компании сильнейших также сложился для «Норильского никеля» неудачно — 12 место, однако в сезоне 1999-2000 он поднялся уже на пятую строчку, а ещё через год стал серебряным призёром чемпионата.
Самым успешным в истории клуба стал сезон 2001-2002. В регулярном чемпионате «Норильский никель» занял только третье место, однако, поочерёдно одолев в плей-офф ЦСКА, «ВИЗ-Синару» и «ГКИ-Газпром», северяне стали чемпионами России. «Норильский никель» стал первой в истории российского спорта командой из Заполярья, завоевавшей титул чемпиона страны.
В следующем сезоне северяне были близки к повторению прошлогоднего успеха, однако уступили московскому «Динамо» в решающем финальном матче со счётом 7:8. С тех пор «Норильскому никелю» долгое время не удавалось пробиться в тройку сильнейших команд страны.
После этого команда стабильно входила в верхнюю восьмерку Суперлиги. В 2009 году в деятельности мини-футбольного клуба были изменены основные приоритеты. Был взят курс на отказ от услуг высокооплачиваемых легионеров и привлечения в команду большего количества собственных воспитанников. Костяк команды Суперлиги составили игроки расформированной команды «Норильский никель-2». А основные усилия клуба отныне направлены на решение задач социального характера — создание условий для профессионального роста выпускников норильской детско-юношеской школы № 6 и других спортивных учреждений Красноярского края, а также активное участие в воспитательных и спортивных мероприятиях ПАО ГМК «Норильский никель», администрации г. Норильска и правительства Красноярского края.
В сезоне 2014/2015 МФК «Норильский никель» под руководством молодого главного тренера Константина Маевского повторил достижение 2000 г., пробившись в финал розыгрыша Кубка России, однако в решающих матчах уступил «Динамо».
В сезоне 2017/2018 гг. клуб в третий раз в своей истории вышел в финал Кубка России. Возможность завоевать первый Кубок страны была очень близка. В первом матче в Норильске подопечные Александра Соколова в упорной игре выиграли югорчан со счетом 3:2. В ответном поединке в Югорске, норильчане дважды выходили вперед, однако, в заключительной десятиминутке соперник смог забить три гола, которые и решили итог встречи — 5:2, и как следствие, результат финального противостояния.
В следующем сезоне 2018/2019 гг. впервые за долгое время норильчане по итогам регулярного этапа заняли пятое место в турнирной таблице. В четвертьфинальной стадии команда Евгения Куксевича начала серию с гостевой победы. Второй матч в упорной борьбе был проигран, а домашние игры были взяты будущим чемпионом страны — МФК «Тюмень».
В 2020 году в Норильске при поддержке «Норникеля» был открыт физкультурно-оздоровительный комплекс «Айка». Он назван в честь спасённой белой медведицы Айки — домашнего животного местного режиссёра Юрия Ледина, известного многим норильчанам.
Комплекс стал новым домашним стадионом для мини-футбольного клуба «Норильский никель». Дебютный матч здесь команда провела против команды КПРФ, выиграв его со счетом 4:2.

### Еврокубки
Победа в чемпионате России позволила «Норильскому никелю» взять старт в Кубке УЕФА по мини-футболу 2002—03. Победы над португальским «Фрейшиейру» и латвийским «Олимпом» и ничья в матче с грузинской «Иберией» позволили пройти во второй отборочный раунд. Своё выступление в нём начали с проигрыша бельгийскому «Аксьону 21» и победой над хорватским «МНК Сплит». В последнем матче они уступили испанскому «Бумеранг Интервью», однако из-за нарушения регламента испанцам присвоили техническое поражение. В итоге «Норильский никель» набрал то же количество очков, что испанцы и бельгийцы, однако уступил по разнице мячей и тем, и другим.

## Выступления в чемпионатах России
| Сезон     | Лига              | Место                               |
| --------- | ----------------- | ----------------------------------- |
| 1992-1993 | Вторая лига (III) | 1                                   |
| 1993-1994 | Первая лига (II)  | 13                                  |
| 1994-1995 | Первая лига (II)  | 9                                   |
| 1995-1996 | Первая лига (II)  | 1                                   |
| 1996-1997 | Высшая Лига (I)   | 13 (4 место в переходном турнире)   |
| 1997-1998 | Первая лига (II)  | 4 (1 место в переходном турнире)    |
| 1998-1999 | Высшая Лига (I)   | 12                                  |
| 1999-2000 | Высшая Лига (I)   | 5                                   |
| 2000-2001 | Высшая Лига (I)   | 2                                   |
| 2001-2002 | Высшая Лига (I)   | 1 (3 место в регулярном чемпионате) |
| 2002-2003 | Высшая Лига (I)   | 2 (2 место в регулярном чемпионате) |
| 2003-2004 | Суперлига (I)     | 5                                   |
| 2004-2005 | Суперлига (I)     | 6                                   |
| 2005-2006 | Суперлига (I)     | 4                                   |
| 2006-2007 | Суперлига (I)     | 8                                   |
| 2007-2008 | Суперлига (I)     | 8                                   |
| 2008-2009 | Суперлига (I)     | 6                                   |
| 2009-2010 | Суперлига (I)     | 7                                   |
| 2010-2011 | Суперлига (I)     | 5 (плей-офф: 1/4 финала)            |
| 2011-2012 | Суперлига (I)     | 7 (плей-офф: 1/4 финала)            |
| 2012-2013 | Суперлига (I)     | 10                                  |
| 2013-2014 | Суперлига (I)     | 7 (плей-офф: 1/4 финала)            |
| 2014-2015 | Суперлига (I)     | 7 (плей-офф: 1/4 финала)            |
| 2015-2016 | Суперлига (I)     | 6 (плей-офф: 1/4 финала)            |
| 2016-2017 | Суперлига (I)     | 9                                   |
| 2017-2018 | Суперлига (I)     | 9                                   |
| 2018-2019 | Суперлига (I)     | 5 (плей-офф: 1/4 финала)            |
| 2019-2020 | Суперлига (I)     | 6 (плей-офф: 1/4 финала)            |
| 2020-2021 | Суперлига (I)     | 2 (плей-офф: 3 место)               |
| 2021-2022 | Суперлига (I)     | 3 (плей-офф: 3 место)               |
| 2022-2023 | Суперлига (I)     | 2 (плей-офф: 2 место)               |
| 2023-2024 | Суперлига (I)     | 3 (плей-офф: 5 место)               |
| 2024-2025 | Суперлига (I)     | 4 (плей-офф: 5 место)               |

## Достижения
- Чемпион России по мини-футболу: 2001/02
- Обладатель Кубка России по мини-футболу: 2019/20, 2023/24

## Факты
- Самая крупная победа — в высшей лиге (первом по значимости дивизионе), в победном сезоне 2001—2002, над «Крона-Росавто» (Нижний Новгород) — 16:1
- Самое крупное поражение — в высшей лиге, в сезоне 1998—1999, от московской «Дины» — 1:10
- В сезоне 2006-2007 команду возглавлял бразилец Сержиу Бенатти[5]. Это был второй случай в российском мини-футболе, когда команду возглавил иностранный специалист.
- В 2010 году среди болельщиков было проведено голосование за лучшего игрока МФК Норильский никель в 2000—2010 годах. По итогам опроса победил Андрей Тверянкин.

## Главные тренеры
- Дмитрий Федосеев (1993—1998)
- Юрий Руднев (1999—2000, 2005—2006)
- Владимир Ряховский (2000, и. о.)
- Михаил Русяев (2000—2003)
- Юрий Перескоков (апрель—декабрь 2001)
- Сержиу Бенатти[итал.] (2006—2007)
- Александр Гортинский (декабрь 2007, и. о.)
- Андрей Митин (2007—2008)
- Виктор Владющенков (2008—2009)
- Андрей Алтабаев (2009—2013)
- Константин Маевский (2013—2015)
- Александр Соколов (2015—2018)
- Евгений Куксевич (2018—2024)
- Николай Иванов (май—июнь 2024, и. о.)
- Сергей Скорович (2024—н. в.)

## Известные игроки
- Владислав Щучко
- Андрей Тверянкин
- Юрий Король
- Руслан Кудзиев
- Данил Кутузов
- Нандо
- Шоко
- Виллиан
- Андрей Афанасьев
- Даниил Давыдов
- Владислав Шаяхметов
- Ренат Шакиров